# Leopoldo de Médici
Leopoldo de Médici (Florencia, 6 de noviembre de 1617 - Florencia, 10 de noviembre de 1675) fue un cardenal italiano perteneciente a la célebre familia de los Médici.

## Biografía
Fue el último de los hijos del gran duque de Toscana Cosme II de Médici y hermano del futuro gran duque Fernando II de Médici.
Con tan solo tres años perdió a su padre y tanto él como sus hermanos quedaron bajo la tutela de la gran duquesa regente, la archiduquesa María Magdalena de Austria, su madre, y de su abuela, la princesa Cristina de Lorena, las cuales se ocuparon de su educación. Eligieron como preceptor para él en primer lugar a Jacobo Soldano y después al padre escolapio Flaviano Michelini, ambos alumnos de Galileo Galilei, a los cuales sucedió Evangelista Torricelli.
Desde que su hermano mayor Fernando cumplió la edad para ser nombrado gran duque, Leopoldo le pudo apoyar en la dirección política del estado, en particular fue un gran promotor de las manufacturas, de la agricultura y del comercio.
Muy religioso, desde joven evitaba a las mujeres, fue también un apasionado de las disciplinas científicas, un poco como toda la rama granducal de los Médici, reconstituyó en 1638 la antigua Academia Platónica, mientras en 1657 fundó, junto a su hermano Fernando, la Academia de Cimento, según su precisa idea de la investigación científica basada en la observación directa de los hechos, en aplicación del método científico de Galileo.
Desde 1641 además fue miembro de la Accademia della Crusca, donde desarrolló un importante rol de regente de 1650 a 1663, además se ocupó escrupulosamente de la preparación de las voces referentes a las artes para la III edición del Vocabolario della Crusca (1691).
Fue también un gran coleccionista de libros raros (su bibliotecario fue Antonio Magliabechi), de cuadros (suya es gran parte de la colección de pintores venecianos de los Uffizi), de dibujos, miniaturas, monedas y autorretratos (que adornan hoy el Corredor vasariano). De las abundantes relaciones que supo cuajar con artistas, agentes de arte y otros coleccionistas nos queda un buen retrato de su personalidad siempre en busca del conocimiento.
Fue nombrado cardenal con el título de San Cosma e Damiano en 1667 por Clemente IX en el consistorio del 12 de diciembre y desde ese momento realizó frecuentes viajes a Roma, durante los cuales perseguía también sus intereses artísticos y contribuía a recoger voces para su vocabolario.
Murió improvisamente, en mitad de su actividad de coleccionismo y estudio, el 10 de noviembre de 1675. Está enterrado en la capilla de los Médici en la Basílica de San Lorenzo.
Sus colecciones pasaron a enriquecer el patrimonio de la familia Médici y hoy se pueden admirar, divididas por sectores, en varios museos florentinos: los cuadros en la Galleria degli Uffizi en el Corredor vasariano, los instrumentos científicos en el Museo de Historia de la Ciencia (suyos eran el famoso catalejo y la "reliquia" del dedo de Galileo), los libros a la Biblioteca Nacional Central de Florencia, etc.